# 商文立
商文立（1897年6月26日—1983年12月22日）。貴州省甕安縣中坪艾州人。民國37年（1948年）在貴州省第一選區當選第一屆立法委員。

## 生平[1][2][3][4]
- 國立南京高等師範工科
- 法國里昂中央工業專門學校電機科畢業
- 里昂大學法科法學博士
- 中國公學大學部教授
- 暨南大學法學院教授
- 監察院參事
- 江蘇省審計處處長
- 司法院參事
- 貴州省臨時參議會副議長
- 國民參政會參政員
- 1983年12月22日病逝[5]